# تحميص

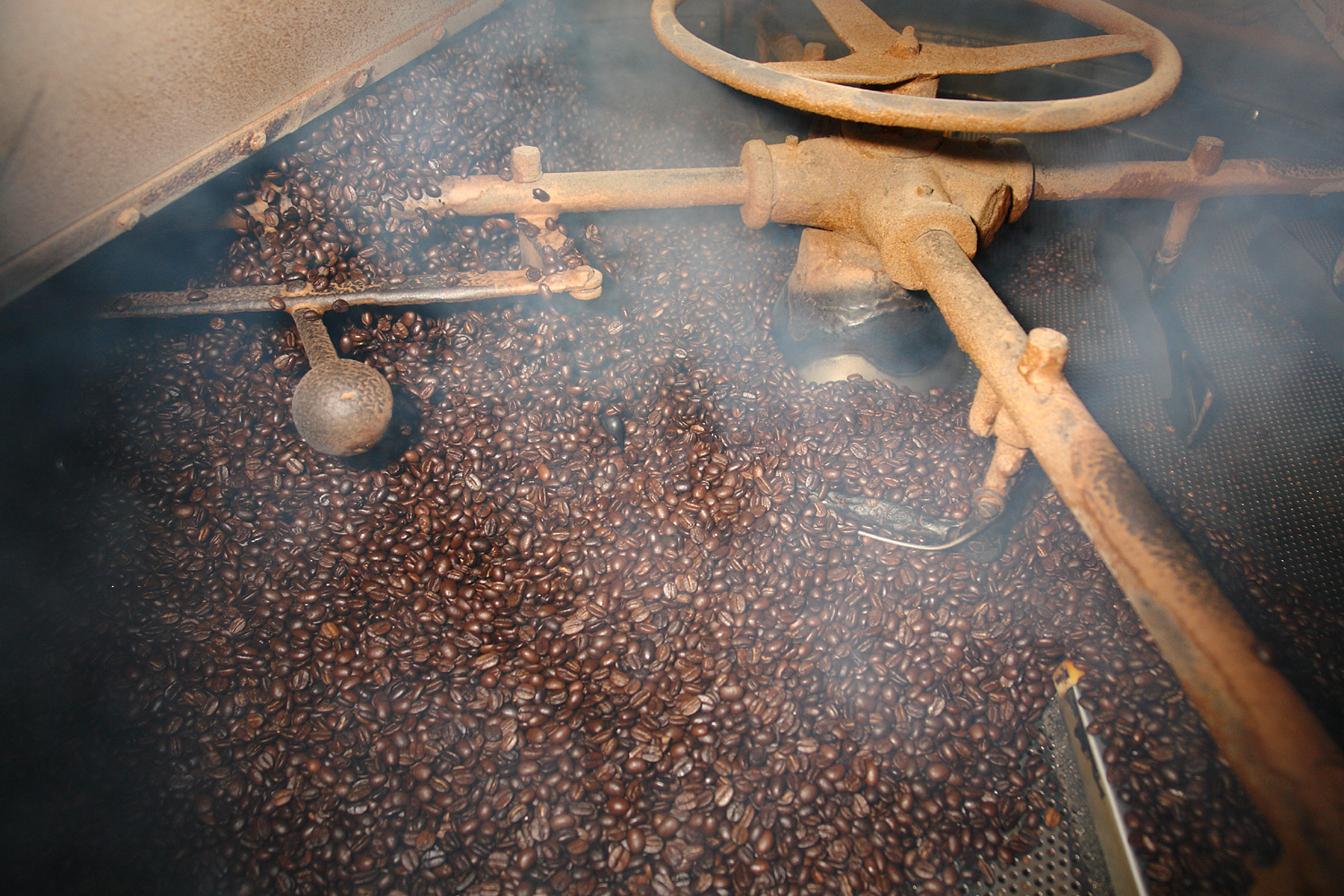
تحميص حبوب البن

التحميص هي عملية معالجة يتم فبها تطبيق الحرارة على المواد الغذائية دون استعمال زيت أو ماء، وهي عادة ما تتم على ثمار المكسّرات والبذور النباتية.
غالباً ما يتم التحريك أثناء التحميص من أجل تأمين توزيع متساو للحرارة. يمكن أن تجرى عملية التحميص في المقلاة العادية أو المقلاة الصينية، أو في جهاز تحميص خاص، وذلك بالنسبة للقهوة أو الفول السوداني على سبيل المثال.
إن القيام بعملية التحميص يؤدي إلى حدوث تغيرات في كيمياء البروتينات في الغذاء، مما يؤدي إلى تغير النكهة ويحسن في كثير من الأحيان من رائحة ومذاق بعض المأكولات، كما يؤدي إلى حدوث تغير في اللون.

## أمثلة
- من أشهر الأمثلة على ذلك تحميص القهوة للحصول على القهوة،[3] وتحميص حبوب الكاكاو للحصول على الشوكولاتة.[4]
- تحميص البصل لتحضير عيش المحموص.
- تحميص المكسرات والبذور مثل الكستناء والبزر.
- من الأمثلة الشائعة الأخرى زبدة الفول السوداني، والتي تصنع من الفول السوداني المحمّص.[5]
- الشاي، والذي يحصل عليه من تحميص أوراق نبات الشاي إما مباشرة بعد القطف أو بعد التخمير.[6][7][8]

## اقرأ أيضاً
- تكليس
- تحميص (علم الفلزات)